# Strängnäs stadsförsamling
Strängnäs stadsförsamling var en församling i Strängnäs stift och i Strängnäs kommun i Södermanlands län. Församlingen uppgick 1966 i Strängnäs domkyrkoförsamling.

## Administrativ historik
Strängnäs stadsförsamling har medeltida ursprung.
Församlingen var till 1966 moderförsamling i pastoratet Strängnäs stadsförsamling och Strängnäs landsförsamling som från 1962 även omfattade Aspö församling. Församlingen uppgick 1966 i Strängnäs domkyrkoförsamling.

## Kyrkor
- Strängnäs domkyrka